# All Because of You
All Because of You è un brano musicale degli U2 proveniente dall'album How to Dismantle an Atomic Bomb. È stato pubblicato come secondo singolo dall'album in Nord America l'8 febbraio 2005 (dopo Vertigo) mentre nel resto del mondo è stato pubblicato come quarto singolo dall'album il 10 ottobre 2005 (dopo Vertigo, Sometimes You Can't Make It on Your Own e City of Blinding Lights).
Il singolo è entrato nel guinness dei primati per essere stato al numero uno in Canada con il minor numero di copie vendute nella storia: soltanto 85 CD singoli.

## Video musicale
Il video musicale prodotto per "All because of You" è stato filmato a New York e vede gli U2 viaggiare per Manhattan, eseguendo il brano a bordo di un rimorchio scoperto. Nel video viene mostrato lo stupore dei cittadini inconsapevoli delle riprese del video. Il gruppo rock passa dal ponte di Brooklyn a Brooklyn, dove si esibiscono in un mini concerto a sorpresa. Regista del video è Hamish Hamilton.

## Tracce

### Versione 1
1. "All Because of You" (Single Mix) (3:19)
2. "She's a Mystery to Me" (Live from Brooklyn) (2:42)

### Versione 2
1. "All Because of You" (Single Mix) (3:19)
2. "Miss Sarajevo" (Live from Milan) (5:15)
3. "A Man and a Woman" (Acoustic Version) (4:27)

### Versione 3
1. "All Because of You" (Video) (3:34)
2. "City of Blinding Lights" (Video) (4:35)
3. "All Because of You" (Single Mix) (3:19)

### Versione 4
1. "All Because of You" (Album Version) (3:34)
2. "Fast Cars" (Jacknife Lee Mix) (3:28)

## Formazione
U2
- Bono – voce
- The Edge – chitarra, cori
- Adam Clayton – basso
- Larry Mullen Jr. – batteria

Altri musicisti
- Jacknife Lee – pianoforte

## Classifiche
| Classifica (2005)               | Posizione massima |
| ------------------------------- | ----------------- |
| Australia                       | 23                |
| Austria                         | 37                |
| Belgio (Fiandre)                | 27                |
| Belgio (Vallonia)               | 36                |
| Canada                          | 1                 |
| Danimarca                       | 5                 |
| Europa                          | 13                |
| Germania                        | 37                |
| Irlanda                         | 4                 |
| Italia                          | 2                 |
| Norvegia                        | 13                |
| Paesi Bassi                     | 4                 |
| Regno Unito                     | 4                 |
| Spagna                          | 2                 |
| Stati Uniti (adult alternative) | 1                 |
| Stati Uniti (alternative)       | 6                 |
| Stati Uniti (mainstream rock)   | 20                |
| Svezia                          | 37                |